# SpaceShip III
Le SpaceShipThree (SSIII) était un avion spatial développé par Virgin Galactic et Scaled Composites pour succéder aux SpaceShipTwo.
La mission proposée à l'origine pour le SpaceShipThree en 2005 était un vol orbital, dans le cadre d'un programme appelé «Tier 2» par Scaled Composites,.
En 2021, le nom SpaceShip III est réutilisé pour une nouvelle classe d'appareils, développés par Virgin Galactic. Ceux-ci sont une évolution du SpaceShipTwo, mais toujours conçue pour le vol suborbital. VSS Imagine est le premier vaisseau de cette classe, dévoilé en 2021, VSS Inspire était le suivant. À la suite de la confection de Spaceships de classe « Delta », les deux Spaceship III seront utilisés à des fins de tests au sol, aucun ne volera d'aucune façon et aucun autre ne sera construit.